# Dendrobium flabelloides
Dendrobium flabelloides är en orkidéart som beskrevs av Johannes Jacobus Smith. Dendrobium flabelloides ingår i släktet Dendrobium, och familjen orkidéer. Inga underarter finns listade i Catalogue of Life.